# 허페이 (배우)
허페이(중국어: 賀飛, 병음: Hé Fēi, 1989년 2월 1일 ~ )은 중국의 모델, 배우이다.

## 학력
톈진 직업예술학교(天津職業藝術學院)을 졸업하였다.

## 출연 작품

### 영화
- 동류합오(同流合烏)
- 삼십이립(三十儿立)

### 드라마
- 서리인사(犀利仁師)
- 환성(幻城)

## 사진집
- 『裸觀自度』（ 2014년 藝行者）